# Lax, Valais
Lax (walsertyska: Laggsch/Laksch) är en ort och kommun i distriktet Goms i kantonen Valais, Schweiz. Kommunen har 336 invånare (2023).